# Viaduc d'Ormaiztegi
Le viaduc d'Ormaiztegi est un ouvrage d'art ferroviaire de la ligne de Madrid à Irun.

## Historique

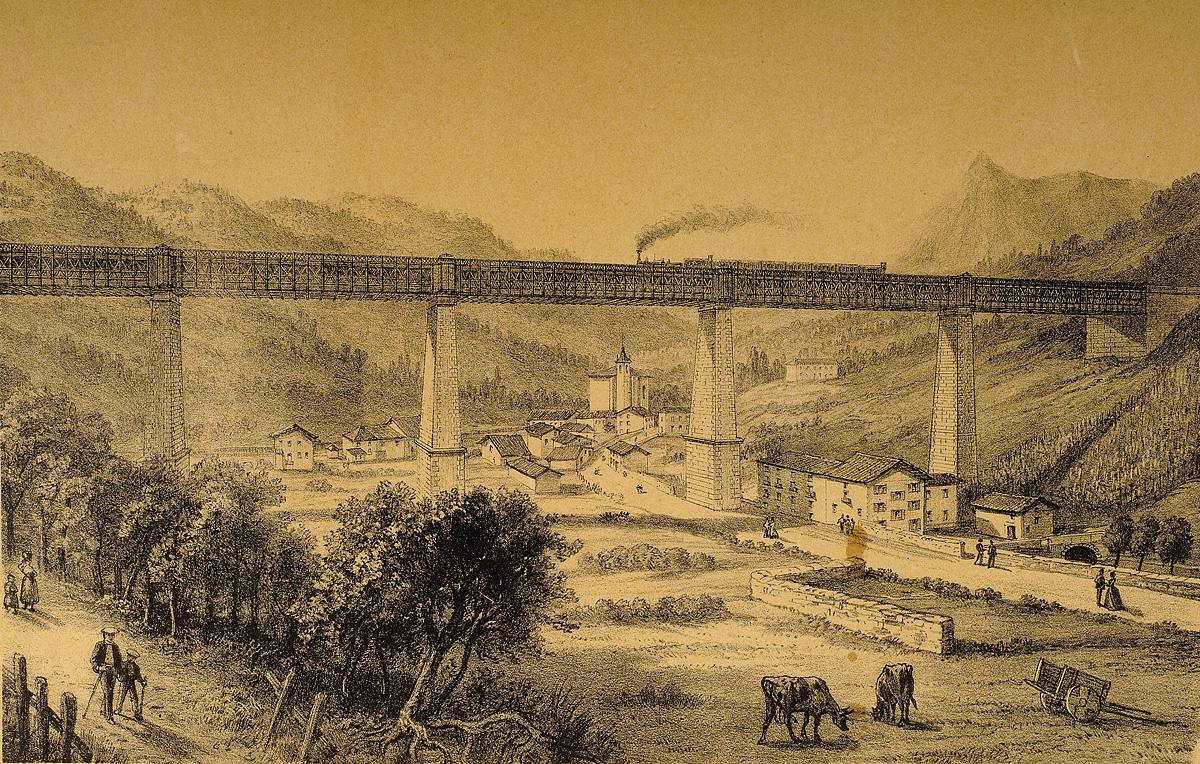

Il est l'œuvre de l'ingénieur français Alexandre Lavalley durant l'année 1863. 
Il a été détruit durant la guerre civile espagnole et il a été totalement reconstruit en 1940. 
En 1996 il a cessé d'être utilisé car désuet et on a construit un viaduc ferroviaire moderne à côté. Pour éviter sa démolition, il a été déclaré monument historique, puisque durant ses plus de 130 années d'histoire il s'était transformé en symbole d'Ormaiztegi.

## Caractéristiques
Il a une longueur de 286 m et une hauteur 35 m dans le point d'une plus grande inégalité.